# كيم دوك كو
كيم دوك كو (هانغل: 김득구) مواليد 08 يناير 1955 في غوسونغ، غانغوون - الوفاة 18 نوفمبر 1982 في نيفادا، الولايات المتحدة، كان ملاكم كوري جنوبي سابق صنّف ضمن فئة الوزن الخفيف.

## إحصائيات
خاض خلال مسيرته 20 نزالا، فاز في 17 وتعادل في 1 وخسر في 2. فاز بالضربة القاضية في 8 نزالا.

## روابط خارجية
- كيم دوك كو على موقع بوكس ريك (الإنجليزية) (registration required)